# Nienke Hommes
Nienke Hommes, född den 20 februari 1977 i Haarlem i Nederländerna, är en nederländsk roddare.
Hon tog OS-brons i åtta med styrman i samband med de olympiska roddtävlingarna 2004 i Aten.